# 克林根塔爾貝希利河
47°20′36″N 8°24′41″E / 47.34335°N 8.41142°E

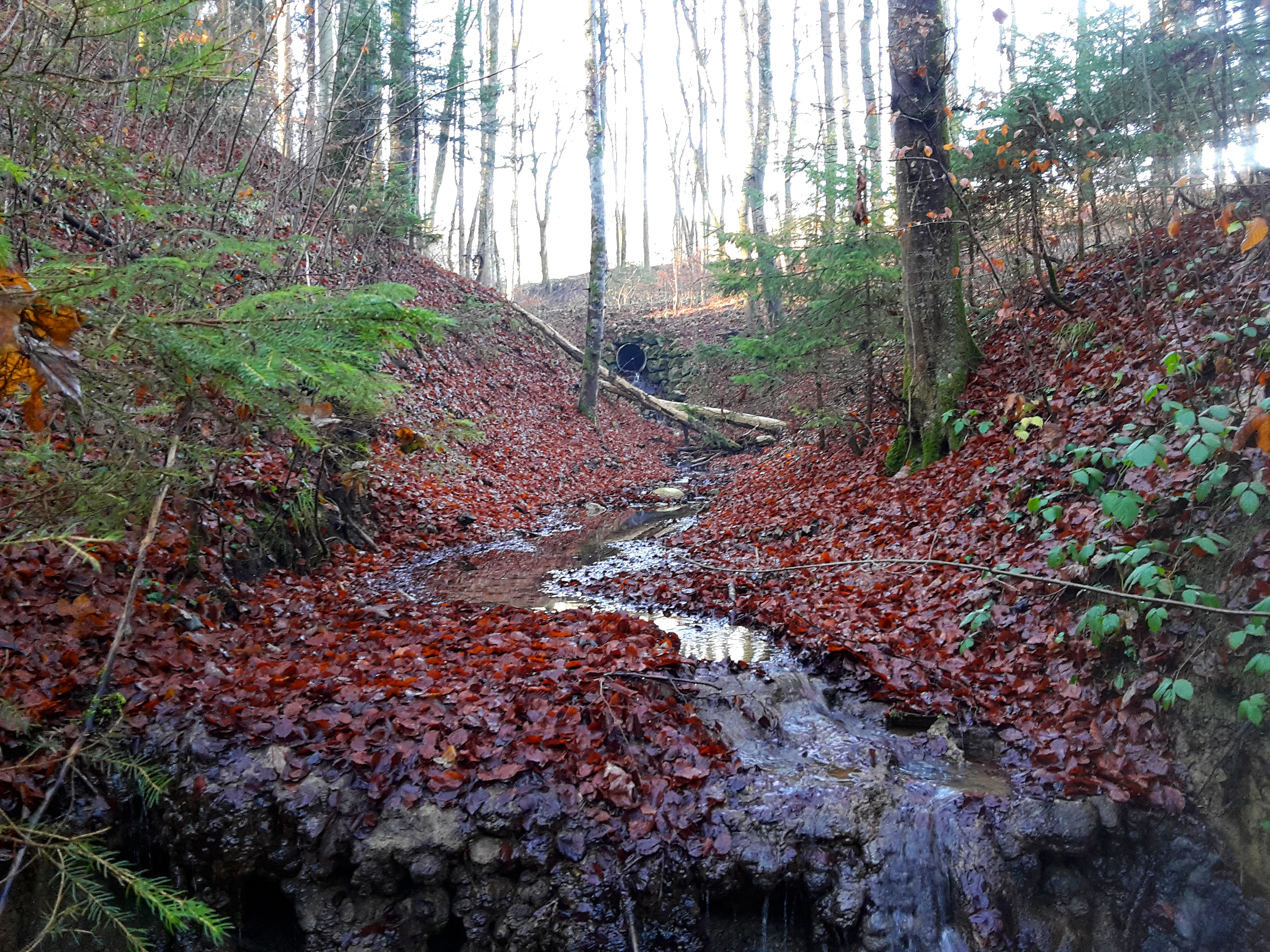

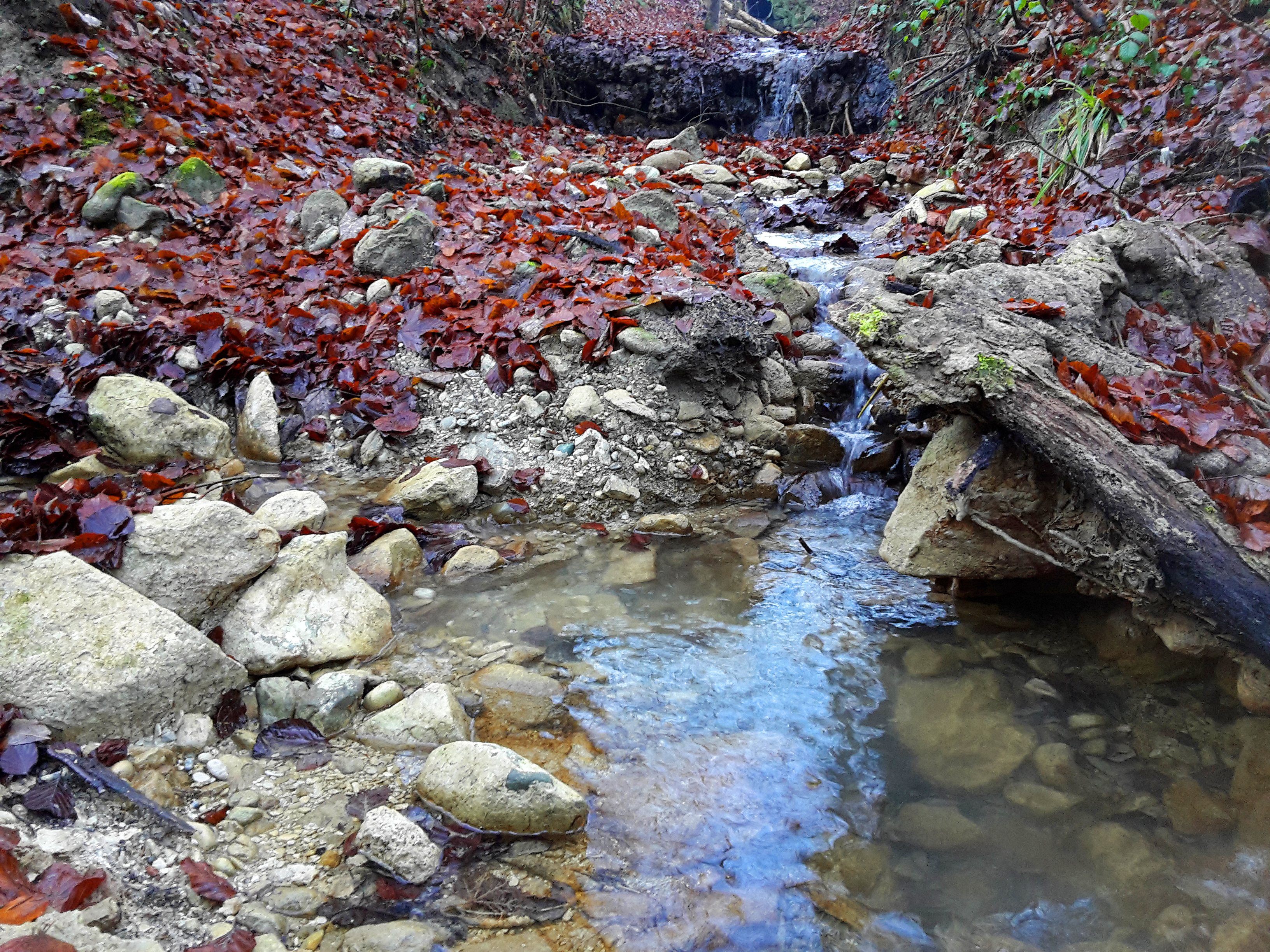

克林根塔爾貝希利河是瑞士的河流，位於該國北部，流經阿爾高州和蘇黎世州，屬於赫爾貝克利河的左支流，河道全長0.6公里，河畔城鎮有上維爾-利利和比門斯多夫。